# 一町田 (弘前市)
一町田（いっちょうだ）は、青森県弘前市の大字で、旧中津軽郡岩木町の大字。郵便番号は036-1325。

## 地理
町域の北部を青森県道3号弘前岳鰺ケ沢線、中部を青森県道129号関ケ平五代線が東西に横断する。町域の北部は高屋・熊嶋、東部は駒越・真土、南部は龍ノ口・鳥井野、南西部は兼平、西部は五代に接する。

### 小字
小字として浅井・石田・沢田・富岡・村元・早稲田がある。

## 歴史
- 主な産業は、江戸期から当地で湧水を利用しての芹の栽培と、正月の注連縄作り。
- また、一町田氏の出身地とされる。

### 沿革
- 1889年（明治22年） - 駒越村の大字になる。
- 1891年（明治24年） - 当地の規模は人口412、戸数61、厩32（徴発物件一覧）。
- 1955年（昭和30年） - 岩木村の大字になる。
- 1961年（昭和36年） - 岩木町大字一町田になる。
- 2006年（平成18年） - 弘前市への合併とともに弘前市の大字になる。

## 世帯数と人口
2023年（令和5年）7月1日現在の世帯数と人口は以下の通りである。
| 大字               | 世帯数  | 人口    |
| ------------------ | ------- | ------- |
| 一町田（小字全域） | 437世帯 | 1,013人 |

## 施設

### 医療
- 中野整骨院

### 福祉
- グループホームいわき
- 特別養護老人ホーム松山荘

### 商業
- ローソン弘前一町田店
- コインランドリーひまわり一町田店
- マックスバリュ岩木店
- ハッピー・ドラッグ弘前岩木店
- ファミリーマート弘前一町田店
- ヤマト運輸弘前北支店
- 東北物産本社倉庫
- 青森昭和産業

### 公共
- 一町田多目的集会施設

## 小・中学校の学区
市立小・中学校に通う場合、学区は以下の通りとなる。
| 大字   | 番・番地 | 小学校             | 中学校             |
| ------ | -------- | ------------------ | ------------------ |
| 一町田 | 全域     | 弘前市立岩木小学校 | 弘前市立津軽中学校 |

## 交通
- 弘南バス

一町田（弘前 - 弥生線、他）停留所。